# Алякринский, Борис Сергеевич
Борис Сергеевич Алякринский (1911—1990) — советский учёный-медик, доктор медицинских наук, полковник медицинской службы
Специалиста в области авиационной психологии и космической медицины, ему принадлежит заслуга создания в СССР нового научного направления, получившего название космической биоритмологии. Автор ряда работ, включая монографии.

## Биография
Родился 13 ноября 1911 года в Мариуполе.
С 8 октября 1940 года находился на службе в РККА. До 1941 года окончил медицинский и металлургический институты. Участник Великой Отечественной войны, старший лейтенант медицинской службы, служил в авиации.
С начала 1950-х годов — майор медицинской службы. Посвятил себя космической биоритмологии, став одним из ведущих её специалистов и возглавив лабораторию Института медикобиологических проблем Минздрава СССР.
В 1953 году на Военном факультете при Центральном институте усовершенствования врачей защитил диссертацию на соискание учёной степени кандидата медицинских наук на тему теме «Зрительные восприятия в условиях дефицита времени». В 1979 году защитил диссертацию на соискание учёной степени доктора медицинских наук на тему «Биологические ритмы и организация жизни человека в космосе».
Читал лекции в ряде вузов Москвы, включая Московский физико-технический институт. Читал публичные лекции в Политехническом институте.
На военной службе находился по 1970 год. Был удостоен многих наград: орденов Красного Знамени, Красной Звезды и Отечественной войны I степени, а также медалей, в их числе «За боевые заслуги».
Умер в 1990 году в Москве.